# Alexandre Katlama
Aleksandr Borisovič Katlama, meglio conosciuto come Alexandre Katlama (in russo Александр Борисович Катлама?; Mosca, 9 ottobre 1910 – Parigi, 13 gennaio 1990), è stato un progettista, militare e cestista russo naturalizzato francese.

## Carriera
Con la Francia ha disputato i Campionati europei del 1939.